# Alfred Swift
 (décembre 2021).
Si vous disposez d'ouvrages ou d'articles de référence ou si vous connaissez des sites web de qualité traitant du thème abordé ici, merci de compléter l'article en donnant les références utiles à sa vérifiabilité et en les liant à la section « Notes et références ».
Alfred James Swift (né le 25 juin 1931 à Durban et mort le 13 avril 2009 à Johannesburg) est un coureur cycliste sud-africain. Il a notamment été médaillé d'argent de la poursuite par équipes aux Jeux olympiques de 1952 et médaillé de bronze du kilomètre aux Jeux de 1956. Il a également été médaillé d'or du kilomètre aux Jeux du Commonwealth de 1954, ex æquo avec Dick Ploog.

## Palmarès

### Jeux olympiques
- Helsinki 1952
  -  Médaillé d'argent de la poursuite par équipes
- Melbourne 1956
  -  Médaillé de bronze du kilomètre
  - 4e de la poursuite par équipes

### Jeux du Commonwealth
- Vancouver 1954
  -  Médaillé d'or du kilomètre (ex æquo avec Dick Ploog)